# Ross Barkley
Ross Barkley (Wavertree, 5 december 1993) is een Engels voetballer die doorgaans als aanvallende middenvelder speelt. Sinds 2024 speelt hij bij Aston Villa. Barkley debuteerde in september 2013 in het Engels voetbalelftal.

## Clubcarrière

### Everton
Barkley werd op elfjarige leeftijd opgenomen in de jeugdopleiding van Everton. Hij maakte zijn debuut voor het eerste elftal daarvan op de openingsspeeldag van het seizoen 2011/12, tegen Queens Park Rangers. Hij werd meteen verkozen tot man van de match. In december 2011 werd Barkley's contract met vier en een half jaar verlengd. Everton verhuurde Barkley op 14 september 2012 aan Sheffield Wednesday. Dezelfde dag nog debuteerde hij daarvoor, tegen Brighton & Hove Albion. Na dertien competitiewedstrijden en vier doelpunten haalde Everton Barkley terug. Het verhuurde hem in januari 2013 voor een maand aan Leeds United.
Barkley werd in het seizoen 2013/14 basisspeler bij Everton. Hij maakte op de openingsspeeldag van dat seizoen zijn eerste doelpunt in de Premier League, tegen Norwich City. Na affluiten werd hij uitgeroepen tot man van de wedstrijd. Zijn ploeggenoten en hij eindigden de competitie dat jaar op de vijfde plaats. Zodoende kon hij in oktober 2014 debuterden in de Europa League. Barkley stond tot januari 2018 onder contract bij Everton en speelde 179 officiële wedstrijden voor de club. Vanaf het moment dat hij medio 2017 weigerde zijn in juli 2018 aflopende contract te verlengen, werd hij echter geen minuut meer opgesteld.

### Chelsea
Barkley tekende in januari 2018 een contract tot medio 2023 bij Chelsea. Dat betaalde circa €17.000.000,- voor hem aan Everton. Hij stond 4,5 jaar onder contract bij Chelsea, maar dwong hier nooit een vaste basisplaats af. Nadat hij in zijn eerste volle seizoen 27 speelronden speelde (waarvan 13 vanaf de aftrap) werd het daarna ieder jaar minder. Chelsea verhuurde hem in 2020/21 aan Aston Villa, waar hij weer wat wedstrijdritme opdeed. Na terugkomst had ook de nieuwe Chelsea-coach Thomas Tuchel hem amper tot niet nodig. Chelsea en Barkley ontbonden in augustus 2022 met wederzijdse instemming zijn contract.
Barkley tekende in september 2022 bij Nice, zijn eerste club buiten Engeland. Hij speelde in 2022/23 vervolgens 27 wedstrijden in de Ligue 1. Tijdens twee derde daarvan was hij invaller. Nice en Barkley besloten na dat jaar om niet met elkaar verder te gaan. Hij tekende in augustus 2023 bij Luton Town, dat in het voorgaande jaar voor het eerst in de clubgeschiedenis promoveerde naar de Premier League. In 2024 keerde hij terug bijAston Villa.

## Clubstatistieken
| Seizoen        | Club                  | Competitie     | Competitie | Competitie | Beker | Beker | Overig | Overig | Totaal | Totaal |
| Seizoen        | Club                  | Competitie     | Wed.       | Dlp.       | Wed.  | Dlp.  | Wed.   | Dlp.   | Wed.   | Dlp.   |
| -------------- | --------------------- | -------------- | ---------- | ---------- | ----- | ----- | ------ | ------ | ------ | ------ |
| 2011/12        | Everton               | Premier League | 6          | 0          | 3     | 0     | –      | –      | 9      | 0      |
| 2012/13        | → Sheffield Wednesday | Championship   | 13         | 4          | 0     | 0     | –      | –      | 13     | 4      |
| 2012/13        | → Leeds United        | Championship   | 4          | 0          | 0     | 0     | –      | –      | 4      | 0      |
| 2012/13        | Everton               | Premier League | 7          | 0          | 2     | 0     | –      | –      | 9      | 0      |
| 2013/14        | Everton               | Premier League | 34         | 6          | 4     | 1     | –      | –      | 38     | 7      |
| 2014/15        | Everton               | Premier League | 29         | 2          | 2     | 0     | 5      | 0      | 36     | 2      |
| 2015/16        | Everton               | Premier League | 38         | 8          | 10    | 4     | –      | –      | 48     | 12     |
| 2016/17        | Everton               | Premier League | 36         | 5          | 3     | 1     | –      | –      | 39     | 6      |
| 2017/18        | Everton               | Premier League | 0          | 0          | 0     | 0     | 0      | 0      | 0      | 0      |
| 2017/18        | Chelsea               | Premier League | 2          | 0          | 2     | 0     | 0      | 0      | 4      | 0      |
| 2018/19        | Chelsea               | Premier League | 27         | 3          | 8     | 0     | 13     | 2      | 48     | 5      |
| 2019/20        | Chelsea               | Premier League | 21         | 1          | 6     | 4     | 4      | 0      | 31     | 5      |
| 2020/21        | Chelsea               | Premier League | 2          | 0          | 1     | 0     | 0      | 0      | 3      | 0      |
| 2020/21        | →Aston Villa          | Premier League | 24         | 3          | 0     | 0     | 0      | 0      | 24     | 3      |
| 2021/22        | Chelsea               | Premier League | 6          | 1          | 5     | 0     | 3      | 0      | 14     | 1      |
| 2022/23        | Nice                  | Ligue 1        | 27         | 4          | 1     | 0     | 0      | 0      | 28     | 4      |
| 2023/24        | Luton Town            | Premier League | 28         | 5          | 5     | 0     | 0      | 0      | 33     | 5      |
| Carrièretotaal | Carrièretotaal        | Carrièretotaal | 276        | 37         | 48    | 10    | 25     | 2      | 348    | 49     |

Bijgewerkt tot en met 9 augustus 2023

## Interlandcarrière
Barkley speelde voor Engeland –16, Engeland –17, Engeland –19 en Engeland –21. Hi jwon met Engeland –17 het EK –17 van 2010.
Barkley werd in augustus 2013 voor het eerst opgeroepen voor het Engels voetbalelftal, door bondscoach Roy Hodgson. Hij maakte op 6 september 2013 zijn interlanddebuut, in een WK-kwalificatiewedstrijd tegen Moldavië. Zijn tweede cap haalde hij op 15 november 2013, in een oefeninterland tegen Chili, waarin hij inviel voor debutant Adam Lallana. Hodgson nam Barkley in het jaar na zijn debuut mee naar het WK 2014, zijn eerste eindtoernooi. Hij speelde mee in alle drie de poulewedstrijden, waarna Engeland was uitgeschakeld. Barkley werd op 16 mei 2016 opgenomen in de selectie van Engeland voor het EK 2016. Engeland werd in de achtste finale uitgeschakeld door IJsland (1–2) na doelpunten van Ragnar Sigurðsson en Kolbeinn Sigþórsson. Barkley kwam tijdens dit toernooi zelf niet in actie. Hij speelde ook daarna 2,5 jaar niet voor Engeland. Bondscoach Gareth Southgate haalde hem in december 2018 weer bij de selectie voor wedstrijden in de UEFA Nations League en daarna ook kwalificatiewedstrijden voor het EK 2020.
| Interlands van Ross Barkley voor Engeland | Interlands van Ross Barkley voor Engeland | Interlands van Ross Barkley voor Engeland | Interlands van Ross Barkley voor Engeland | Interlands van Ross Barkley voor Engeland | Interlands van Ross Barkley voor Engeland | Interlands van Ross Barkley voor Engeland |
| №                                         | Datum                                     | Wedstrijd                                 | Uitslag                                   | Soort wedstrijd                           | Doelpunten                                |                                           |
| Als speler bij Everton                    | Als speler bij Everton                    | Als speler bij Everton                    | Als speler bij Everton                    | Als speler bij Everton                    | Als speler bij Everton                    | Als speler bij Everton                    |
| ----------------------------------------- | ----------------------------------------- | ----------------------------------------- | ----------------------------------------- | ----------------------------------------- | ----------------------------------------- | ----------------------------------------- |
| 1.                                        | 6 september 2013                          | Engeland – Moldavië                       | 4 – 0                                     | Kwalificatie WK 2014                      |                                           |                                           |
| 2.                                        | 15 november 2013                          | Engeland – Chili                          | 0 – 2                                     | Vriendschappelijk                         |                                           |                                           |
| 3.                                        | 19 november 2013                          | Engeland – Duitsland                      | 0 – 1                                     | Vriendschappelijk                         |                                           |                                           |
| 4.                                        | 30 mei 2014                               | Engeland – Peru                           | 3 – 0                                     | Vriendschappelijk                         |                                           |                                           |
| 5.                                        | 4 juni 2014                               | Ecuador – Engeland                        | 2 – 2                                     | Vriendschappelijk                         |                                           |                                           |
| 6.                                        | 7 juni 2014                               | Engeland – Honduras                       | 0 – 0                                     | Vriendschappelijk                         |                                           |                                           |
| 7.                                        | 14 juni 2014                              | Engeland – Italië                         | 1 – 2                                     | WK 2014                                   |                                           |                                           |
| 8.                                        | 19 juni 2014                              | Uruguay – Engeland                        | 2 – 1                                     | WK 2014                                   |                                           |                                           |
| 9.                                        | 24 juni 2014                              | Costa Rica – Engeland                     | 0 – 0                                     | WK 2014                                   |                                           |                                           |
| 10.                                       | 18 november 2014                          | Schotland – Engeland                      | 1 – 3                                     | Vriendschappelijk                         |                                           |                                           |
| 11.                                       | 27 maart 2015                             | Engeland – Litouwen                       | 4 – 0                                     | Kwalificatie EK 2016                      |                                           |                                           |
| 12.                                       | 31 maart 2015                             | Engeland – Italië                         | 1 – 1                                     | Vriendschappelijk                         |                                           |                                           |
| 13.                                       | 7 juni 2015                               | Ierland – Engeland                        | 0 – 0                                     | Vriendschappelijk                         |                                           |                                           |
| 14.                                       | 5 september 2015                          | San Marino – Engeland                     | 0 – 5                                     | Kwalificatie EK 2016                      | 46'                                       |                                           |
| 15.                                       | 8 september 2015                          | Engeland – Zwitserland                    | 2 – 0                                     | Kwalificatie EK 2016                      |                                           |                                           |
| 16.                                       | 9 oktober 2015                            | Engeland – Estland                        | 2 – 0                                     | Kwalificatie EK 2016                      |                                           |                                           |
| 17.                                       | 12 oktober 2015                           | Litouwen – Engeland                       | 0 – 3                                     | Kwalificatie EK 2016                      | 29'                                       |                                           |
| 18.                                       | 13 november 2015                          | Spanje – Engeland                         | 2 – 0                                     | Vriendschappelijk                         |                                           |                                           |
| 19.                                       | 17 november 2015                          | Engeland – Frankrijk                      | 2 – 0                                     | Vriendschappelijk                         |                                           |                                           |
| 20.                                       | 26 maart 2016                             | Duitsland – Engeland                      | 2 – 3                                     | Vriendschappelijk                         |                                           |                                           |
| 21.                                       | 29 maart 2016                             | Engeland – Nederland                      | 1 – 2                                     | Vriendschappelijk                         |                                           |                                           |
| 22.                                       | 27 mei 2016                               | Engeland – Australië                      | 2 – 1                                     | Vriendschappelijk                         |                                           |                                           |

## Erelijst
| UEFA Europa League  | 1x | 2018/19 |
| FA Cup              | 1x | 2017/18 |
| FIFA Club World Cup | 1x | 2021    |

| Competitie   | Winnaar      | Winnaar      | Runner-up    | Runner-up    | Derde        | Derde        |
| Competitie   | Aantal       | Jaren        | Aantal       | Jaren        | Aantal       | Jaren        |
| Engeland –17 | Engeland –17 | Engeland –17 | Engeland –17 | Engeland –17 | Engeland –17 | Engeland –17 |
| ------------ | ------------ | ------------ | ------------ | ------------ | ------------ | ------------ |
| EK –17       | 1x           | 2010         |              |              |              |              |

2 Cash ·
3 Carlos ·
4 Konsa ·
5 Mings ·
6 Barkley ·
7 McGinn  ·
8 Tielemans ·
Rashford ·
10 Buendía ·
11 Watkins ·
12 Digne ·
14 Torres ·
18 Gauci ·
19 Philogene ·
20 Nedeljković ·
22 Maatsen ·
23 Martínez ·
24 Onana ·
25 Olsen ·
26 Bogarde ·
27 Rogers ·
30 Hause ·
31 Bailey ·
41 Ramsey ·
44 Kamara ·
50 Swinkels ·
Coach: Emery
1 Hart ·
2 Johnson ·
3 Baines ·
4 Gerrard  ·
5 Cahill ·
6 Jagielka ·
7 Wilshere ·
8 Lampard ·
9 Sturridge ·
10 Rooney ·
11 Welbeck ·
12 Smalling ·
13 Foster ·
14 Henderson ·
15 Oxlade-Chamberlain ·
16 Jones ·
17 Milner ·
18 Lambert ·
19 Sterling ·
20 Lallana ·
21 Barkley ·
22 Forster ·
23 Shaw ·
Coach: Hodgson
1 Hart ·
2 Walker ·
3 Rose ·
4 Milner ·
5 Cahill ·
6 Smalling ·
7 Sterling ·
8 Lallana ·
9 Kane ·
10 Rooney  ·
11 Vardy ·
12 Clyne ·
13 Forster ·
14 Henderson ·
15 Sturridge ·
16 Stones ·
17 Dier ·
18 Wilshere ·
19 Barkley ·
20 Alli ·
21 Bertrand ·
22 Rashford ·
23 Heaton ·
Coach: Hodgson